# Juin 1881

## Événements
- Les Français s’installent à Obock.
- Midhat Pasa, nommé en Syrie sur la pression des Britanniques après sa démission en 1878, il est condamné à mort, puis gracié par le sultan ottoman qui l’accuse d’être mêlé à l’assassinat d’Abdülaziz en 1876. Il est exilé à Taef.

- 7 juin (Royaume-Uni) : fondation de la Fédération sociale-démocrate (SDF) par Henry Hyndman.

- 16 juin, France : loi sur la gratuité de l'enseignement primaire obligatoire.

- 18 juin :
  - Traité des « trois empereurs » (Autriche-Hongrie, Allemagne, Russie) confirmant le système bismarckien d'isolement de la France (fin en 1887). Les Empires centraux s’engagent à ne pas s’opposer à la constitution d’une Bulgarie unie et indépendante.
  - Insurrection musulmane, encouragée par les marabouts sanoussi qui proclament le djihad à Sfax, Gabès et Kairouan, réprimée de juillet à octobre par un corps expéditionnaire français de 50 000 hommes. Les dissidents se soumettent sans grande résistance fin novembre. Seule, dans l’extrême sud, quelques tribus restent en guerre jusqu’en 1883.

- 28 juin : alliance austro-serbe à Milan (fin en 1895). Accord secret signé entre l’empereur d’Autriche et le prince de Serbie, qui s’engage à interdire toute propagande serbe dans l’Empire contre la promesse autrichienne de reconnaître ses droits sur la vallée du Vardar.

- 29 juin : au Soudan, Mohamed Ahmed ibn Abd Allah, originaire de Dongola, se proclame le Mahdi (le sauveur) et prêche contre les Turcs. Il dispose au début de quelques partisans et d’armes de jet, mais le succès qu’il remporte auprès des garnisons égyptiennes abandonnées au Soudan renforce ses troupes et ses armements. Il conquiert tout le pays de 1881 à 1884. Sa révolte éveille pour la première fois une conscience nationale au Soudan.

- 30 juin, France : loi sur la Liberté de réunion, qui conditionne la tenue de réunion à une simple déclaration[1].

## Naissances
- 3 juin : Michel Larionov, peintre et décorateur russe qui obtient la nationalité française († 10 mai 1964).
- 4 juin : Nathalie Gontcharoff, peintre, dessinatrice et décoratrice russe († 17 octobre 1962).
- 6 juin : Albert Devèze, homme politique belge († 28 novembre 1959).
- 17 juin : Tommy Burns, boxeur.
- 19 juin : Louis Lavauden, forestier et zoologiste français († 1935).
- 27 juin : Jérôme Carcopino, historien et haut fonctionnaire français († 1970).

## Décès
- 2 juin : Émile Littré, philosophe, philologue et homme politique français (° 1801).
- 21 juin : Frederik Ludvig Vibe, pédagogue norvégien (° 26 septembre 1803).
- 27 juin : Jules Dufaure, avocat et homme politique français (° 1798).